# Carlo Masarati
Carlo Masarati (* 8. Februar 1930 in Caorso; † 28. August 2021) war ein italienischer Radrennfahrer und nationaler Meister im Radsport.

## Sportliche Laufbahn
Masarati war im Straßenradsport aktiv. 1951 siegte er in der nationalen Meisterschaft im Straßenrennen der Amateure vor Ampelio Rossi. 1949 siegte er im Piccolo Giro di Lombardia. 1954 gewann er das Eintagesrennen Grand Prix Agostano.